# Relación anatómica
En ciencias de la salud y ciencias biológicas, se denomina relación anatómica a la condición de proximidad entre dos estructuras anatómicas hasta el punto de estar o poder estar en contacto. Las relaciones anatómicas sirven de guía a estudiantes y profesionales a la hora de estudiar o trabajar con organismos y seres vivos complejos.

## Uso
Normalmente, el recorrido (o trayecto) o la ubicación de una estructura anatómica se definen por medio de las relaciones de ésta con otras estructuras.

### Ejemplo
En un libro sobre anatomía aplicada del bovino, encontramos el siguiente texto:
«La faringe se relaciona dorsalmente con el vómer, esfenoides, músculos recto ventral de la cabeza y largo de la cabeza. Lateralmente se relaciona con los músculos estilohioideo y pterigoideo».

## Importancia
- En el estudio de la anatomía, las relaciones son una ayuda esencial tanto para el investigador como para el estudiante.
- Son un elemento crítico en el marco de actuación de la fisiología de un organismo, ya que el desarrollo de los procesos biológicos internos se desplaza de un lugar a otro mediante la afectación de estructuras cercanas en cada momento.
- En el caso de existir una patología en una estructura, el conocimiento de las relaciones anatómicas que ésta presenta es fundamental para el profesional, ya que es frecuente que dicha patología afecte también, de uno u otro modo, a las estructuras circundantes.